# Charles Gilbert Chaddock
Pour les articles homonymes, voir Chaddock.
Charles Gilbert Chaddock (1861-1936) était un neurologue américain connu pour avoir décrit le réflexe Chaddock.

## Biographie
Charles Gilbert Chaddock est né en 1861 à Jonesville, au Michigan. Il a obtenu son diplôme de médecine en 1885 et a travaillé au North Michigan Asylum à Traverse City. Il a passé un an à étudier en Europe en 1888. Il est devenu professeur de neurologie et de psychiatrie au Marion-Sims College de l'Université St. Louis.
Il est retourné en Europe en 1897, passant la plupart de son temps comme assistant de Joseph Babinski. À son retour aux États-Unis en 1899, il a initié les médecins américains au signe de Babinski, publiant plus tard une traduction de l'œuvre de Babinski.
Il mourut en 1936 et fut inhumé par un révérend protestant.

## Héritage
Chaddock a introduit son réflexe éponyme en 1911, l'appelant le signe Malléolaire Externe,. Il a également décrit un signe analogue au membre supérieur.
On lui attribue également la première utilisation du mot homosexuel en anglais, ainsi que la première utilisation du mot bisexuel dans son sens d'être sexuellement attiré par les femmes et les hommes, dans sa traduction de Psychopathia Sexualis de Richard von Krafft-Ebing en 1892. Avant la nouvelle utilisation du terme par Richard von Krafft-Ebing, « bisexuel » était généralement utilisé pour désigner les plantes hermaphrodites, c'est-à-dire ayant à la fois des structures reproductrices mâles et femelles, ou pour désigner des situations mixtes telles que les écoles.